# Johannes Engel
Johannes Engel (Aichach, 1463 — Viena, 29 de setembro de 1512), com o nome frequentemente latinizado para Ioannes Angelus, foi um médico, astrónomo, astrólogo e professor de física e matemática na Universidade de Ingolstadt.